# زبان تاگالوگ

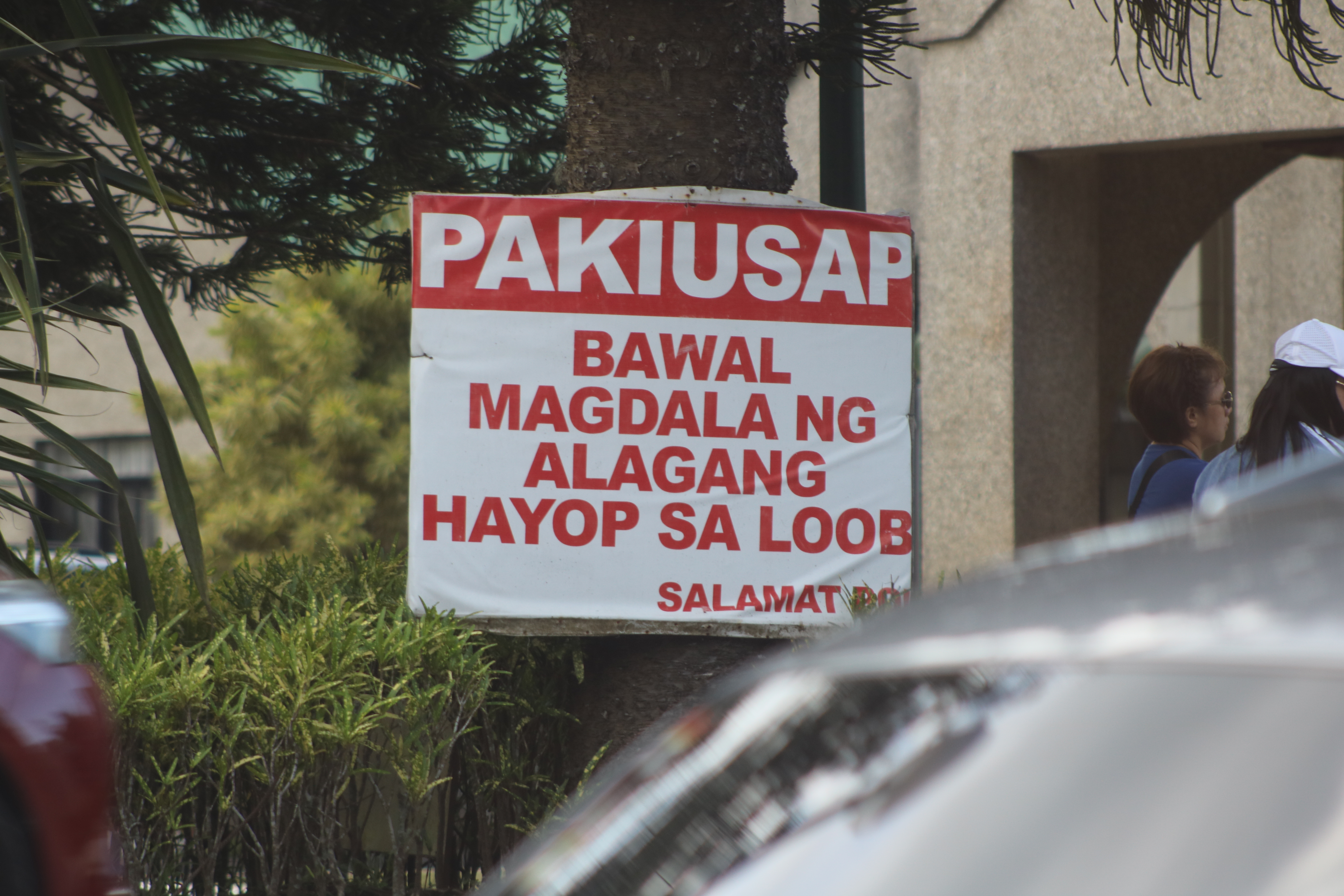
نمونه ای از زبان تاگالوگ در علامت " آوردن حیوانات خانگی ممنوع"

زبان تاگالوگ یکی از مهمترین زبان‌های مردم فیلیپین و پایه زبان فیلیپینی زبان ملی این کشور است و از خانوادهٔ زبان‌های آسترونزیایی است. زبان مادری حدود ۲۲ میلیون فیلیپینی است و حدود ۹۰ میلیون نفر نیز این زبان را می‌دانند. فیلیپینی به همراه انگلیسی زبان رسمی کشور فیلیپین و زبان اصلی رادیو و تلویزیون و مدارس این کشور است.
در نخستین قانون اساسی فیلیپین (مصوب سال ۱۸۹۷ میلادی/۱۲۷۶ شمسی) تاگالوگ به عنوان زبان رسمی کشور انتخاب شد. اما در ۱۹۳۵ زبان‌های اسپانیایی و انگلیسی جایگزین آن شدند. شورای ملی زبان فیلیپین دو سال بعد تاگالوگ را به عنوان زبان پایه برای تشکیل و تکامل زبان ملی انتخاب کرد که از سال ۱۹۳۹ به زبان فیلیپینی معروف شد.
آکادمی ملی زبان مرجع رسمی نوسازی زبان تاگالوگ (فیلیپینی) برای تعیین دستور زبان و واژه‌گزینی است. در کنار آن شورای دانش نیز کار یافتن برابر برای واژگان علمی را انجام می‌دهد.
تاگالوگ در خانواده زبان‌های مالایی پولینزی قرار می‌گیرد و در چند سده اخیر واژه‌های بسیاری نیز از اسپانیایی به آن وارد شده‌اند.